# Théâtre de Drury Lane
Pour les articles homonymes, voir Drury.
Le théâtre de Drury Lane ou théâtre royal de Drury Lane est un théâtre du West End de Londres situé dans le quartier de Covent Garden (Cité de Westminster). Sa façade se trouve dans Catherine Street, tandis que l'arrière donne sur Drury Lane. Le bâtiment actuel est le dernier d'une série de quatre théâtres construits et reconstruits au même endroit depuis 1663, ce qui en fait le théâtre le plus ancien de Londres. Pendant ses deux premiers siècles d'existence, Drury Lane aurait pu « raisonnablement se déclarer le premier théâtre de Londres », et donc l'un des plus importants du monde anglophone. Pendant la majeure partie de ce temps, il appartenait à la petite poignée de théâtres patentés, qui s'étaient vu accorder une patente royale, leur garantissant des droits de monopole sur la production de pièces "parlées" (par opposition à l'opéra, la danse, les concerts ou les pièces musicales en général).

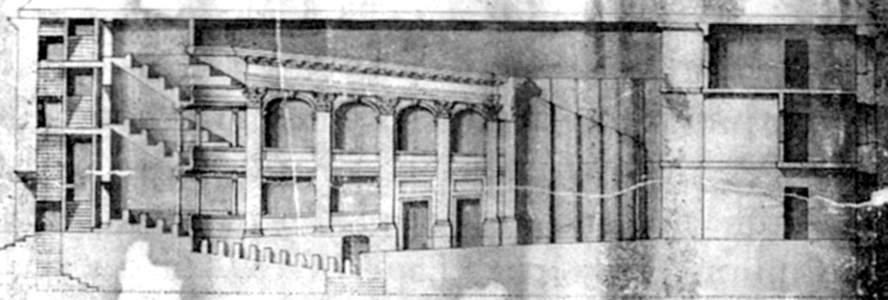
Coupe transversale supposée être celle du théâtre royal de Drury Lane, dessiné par Christopher Wren (1674)

Le premier théâtre fut construit en 1663 à la demande de Thomas Killigrew, durant le règne de Charles II, dans les premiers temps de la restauration de la monarchie. Il était alors appelé "Théâtre Royal de Bridges Street" et on pouvait y voir jouer des comédiens tels que Nell Gwynne et Charles Hart. Il fut détruit par un incendie en 1672 le 25 janvier.
Il fut remplacé par un bâtiment encore plus prestigieux et grandiose, dont la conception est attribuée à Christopher Wren. Renommé "Théâtre Royal de Drury Lane", il accueillit deux mille spectateurs le jour de son inauguration par Charles II, le 26 mars 1674.
La nouvelle construction resta inchangée pendant 120 ans. Durant cette période le théâtre fut dirigé, entre autres, par les acteurs anglais Colley Cibber, David Garrick — qui y produisit notamment des pièces de Shakespeare —, John Philip Kemble et Richard Brinsley Sheridan
Vers la fin du XVIIIe siècle, l'édifice avait besoin d'être réhabilité ; il fut démoli en 1791 sous la direction de Sheridan. Un troisième théâtre encore plus grand, conçu par Henry Hollande, ouvrit ses portes le 12 mars 1794, avant d'être détruit par un incendie quinze ans plus tard, le 24 février 1809.
L'édifice actuel date de 1812. Il a vu défiler des artistes aussi divers que l'acteur shakespearien Edmund Kean, l'enfant star Clara Fisher, Dan Leno, la troupe des Monty Python, qui y ont enregistré un album-concert, et le compositeur Ivan Novello.
En 1847, la direction de Drury Lane fut confiée au célèbre et excentrique chef d'orchestre et compositeur de musique de danse français, Louis-Antoine Jullien (1812-1860) qui engagera Hector Berlioz comme chef d'orchestre.
Aujourd'hui, le théâtre appartient au compositeur Andrew Lloyd Webber et il s'y joue généralement des comédies musicales populaires. L'édifice est un monument classé au Royaume-Uni.

## Premier théâtre: 1663
Après les onze années d'Interrègne Puritain qui avaient banni certains passe-temps considérés comme frivoles, la monarchie anglaise fut restaurée avec le retour de Charles II sur le trône en 1660. Peu après, Charles II publia les Lettres patentes qu’il remit à deux partis, autorisant la formation de nouvelles compagnies théâtrales. L’une de ces lettres fut remise à Thomas Killigrew, dont la compagnie deviendra célèbre sous le nom de King’s Company (« la troupe du roi »), et qui construisit un nouveau théâtre à Drury Lane. Les Lettres Patentes accordaient également aux deux compagnies le monopole des représentations théâtrales régulières et en public, à Londres ; ce monopole fut remis en cause au XVIIIe siècle avec l'émergence de nouveaux lieux de représentation et avec un certain relâchement quant à la définition de « théâtre régulier », mais fut maintenu jusqu’en 1843. Le nouveau lieu de représentation, d’un architecte inconnu, ouvrit le 7 mai 1663 et fut connu, du fait du placement de son entrée principale, sous le nom de « Theatre Royal in Bridges Street ». D’autres noms lui furent prêtés, comme « the King’s PlayHouse ». Le bâtiment était fait d’une structure en bois à trois niveaux, de 34 mètres de long sur 18 mètres de large, et pouvait accueillir 700 spectateurs. À l’écart des grandes rues, le théâtre était accessible par des passages étroits entre les bâtisses environnantes.
Le roi lui-même était un spectateur relativement assidu des productions de ce théâtre, comme l’était Samuel Pepys, dont les journaux intimes nous ont appris l'essentiel de ce que nous savons au sujet de la scène londonienne des années 1660. Le lendemain de l’ouverture du Théâtre Royal, Pepys assista à la représentation de The Humorous Lieutenant, par Francis Beaumont et John Fletcher. Il écrit dans son journal :
« Le bâtiment a un dispositif extraordinaire, et pourtant il a quelque défauts comme l’étroitesse des passages d’accès à la fosse et la distance entre la scène et les loges, d’où je suis certain qu’on n’entendait rien; mais le reste est bien. Seulement, par-dessus tout, la musique était presque inaudible et résonnait sous la scène, nous n’entendions pas du tout les basses, les aigus non plus, ce à quoi il va falloir absolument remédier. »
Les représentations commençaient d'habitude à 15h, heure locale, pour profiter de la lumière du jour : l'étage principal pour le public et la fosse d'orchestre n'avaient pas de toit afin de laisser entrer la lumière. Un dôme de verre a été construit au-dessus de l'ouverture, mais à en juger par une autre inscription du journal de Pepys, le dôme n'était pas entièrement efficace pour protéger des éléments : sa femme et lui furent forcés de quitter le théâtre pour aller chercher refuge ailleurs lors d'une tempête de grêle.
Une étoffe de feutre vert couvrait les bancs dans la fosse d'orchestre et servait à décorer les loges, orné en plus d'un cuir d'or usiné, et même la scène elle-même. Les bancs verts sans dossier dans la fosse d'orchestre étaient disposés en demi-cercle faisant face à la scène, selon une lettre d'un certain  Monsieur de Maonconys datant de mai 1663 : « tous les bancs de la fosse d'orchestre, où les personnes de rang s'assoient aussi, sont en forme de demi-cercle, chaque rangée plus haute que la suivante. » Les trois galeries forment un demi-cercle autour des sièges au sol ; la première et la seconde étaient divisées en loges.
La troupe du roi fut forcée, bien que réticente, de faire construire un Théâtre Royal cher, mais très en avance techniquement, face au succès de leur rivaux, La Troupe du Duc, qui rassemblait d'incroyables foules avec ses décors mobiles ou changeants et ses productions visuelles extraordinaires, dans leur nouveau théâtre situé sur Lincoln's Inn Fields. Le théâtre royal, en s'appuyant sur les innovations vues à Lincoln's Inn Fields, mit en place à son tour des décors mobiles à l'aide d'une arrière scène ou encore des volets pouvant être déplacés sans difficultés entre ou même pendant les différents actes.
Lorsque les volets n'étaient pas utilisés, ils restaient hors champs de chaque côté de l'avant-scène, cette dernière servant également de cadre visuel lors des jeux sur scène. Cette sorte de cadre-image créant une séparation entre le public et les représentations était un phénomène nouveau dans l'histoire du théâtre anglais, même s'il existait déjà sur le continent un peu plus tôt.

## Troisième théâtre: 1794

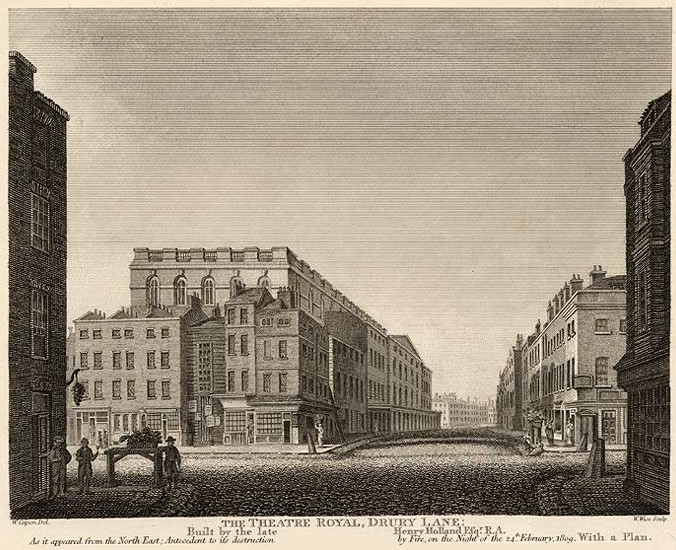
Le théâtre tel qu'il était en 1809 (d'après une gravure de 1811). Le bâtiment est vu depuis le nord-est, au croisement de Russell Street et Drury Lane. On peut voir l'arrière du théâtre avec ses coulisses et l'entrée des artistes.

Le théâtre avait besoin d’être rénové à la fin du XVIIIe siècle et fut démoli en 1791, la compagnie se déplaça temporairement dans le nouveau théâtre du Roi, dans la rue Haymarket située dans le quartier St. James's (cité de Westminster).
Un troisième théâtre fut conçu par Henry Holland et ouvrit le 12 mars 1794. Dans la conception des loges du théâtre, Henry Holland demanda l’aide de l'artiste John Linell. Les plans et croquis fait par Linnell sont exposés au Victoria and Albert Museum, à Londres. On y trouve aussi des croquis de Henry Holland et Charles Heathcote Tatham qui ont été impliqués dans l’établissement des plans.
C'était un théâtre gigantesque, pouvant accueillir plus de 3 600 spectateurs. Quelle était la motivation derrière un bâtiment d’une si grande échelle ? D’après le témoignage d'un propriétaire :

Intérieur du théâtre en 1808

« Je connaissais l'opinion très commune selon laquelle nos théâtres doivent être très petits, mais il m'est apparu que si on laissait cette idée très commune aller trop loin, nos représentations théâtrales s'en trouveraient détériorées en tout point, privant les propriétaires du revenu indispensable à la prise en charge des lourdes dépenses d'une telle entreprise. »

La nouvelle technologie a facilité l'agrandissement : des colonnes de fer ont remplacé le bois volumineux, soutenant cinq niveaux de galeries. La scène aussi était grande : 25 m de large et 28 m de profondeur. Holland, l'architecte, a dit que cela a été fait sur une plus grande échelle qu'aucun autre théâtre en Europe. À l’exception des églises, c'était le bâtiment le plus haut de Londres.
« L'opinion très commune selon laquelle nos théâtres doivent être très petits » s’est révélée difficile à surmonter, cependant. Divers comptes rendus de la période déplorent la taille déraisonnable du nouveau théâtre, regrettant « l'écoute et l'observation attentives que permettaient la chaleur et la proximité des sièges de l'ancien Drury » selon les termes d'un amateur de théâtre s'exprimant en mai 1794.
L’actrice Sarah Siddons, alors membre de la compagnie de Drury Lane, dit de lui qu'il était pareil à un désert (et quitta Drury Lane avec son frère John Philip Kemble en 1803). Non seulement l’intimité et le lien entre la compagnie et la scène fut perdue, mais la taille même du théâtre rendit encore plus difficile au public d’entendre à une telle distance la voix des acteurs.
Pour compenser, les productions montées dans le nouveau théâtre avaient tendance à faire la part belle au spectacle plutôt qu'aux dialogues. En 1822 les peintres Clarkson Frederick Stanfield et son ami David Roberts y travaillèrent à leurs débuts, comme décorateurs.